# 南大分站
南大分站（日语：／ Furugō eki */?）位于大分县大分市，是九州旅客铁道（JR九州）的鐵路車站。

## 历史
- 1915年10月30日：大汤铁道大分市～小野屋間開通，以永兴停留場的名義开业[5][3]。
- 1922年12月1日：大汤铁道国有化[6][7]，並升格為車站[8]。
- 1925年12月1日：改名为南大分站。
- 1987年4月1日：国铁分割民营化后成为JR九州车站[9][10]。
- 1993年3月27日：站房改建，与便利店一体[11]。
- 2009年11月29日：由于车辆旧化严重，TORO-Q列车停运[12]。
- 2012年12月1日：支援IC卡SUGOCA[13]。

## 车站结构
侧式站台2台2线的地上车站，站台之间通过道口连接。
JR九州铁道营业管理的业务委托站。支持使用SUGOCA。

### 站台配置
| 站台 | 路线      | 方向 | 目的地           |
| ---- | --------- | ---- | ---------------- |
| 1    | ■久大本線 | 下行 | 大分方向         |
| 2    | ■久大本線 | 上行 | 由布院、日田方向 |

## 相鄰車站
九州旅客鐵道
■ 久大本线
■ 特急「由布」
通過
■ 普通
賀来 - 南大分 - 古国府

## 外部連結
- JR九州南大分站 （页面存档备份，存于）